# Rita e Roberto
Rita e Roberto — студийный альбом, выпущенный Ритой Ли и Роберту ди Карвалью в 1985 году.

## Предпосылки и создание
В 1980-х годах карьера Риты Ли достигла своего коммерческого пика: такие альбомы, как Lança Perfume и Flagra, разошлись миллионными тиражами. В результате Рита получила большую известность в национальных и, в конечном итоге, международных СМИ. Несмотря на свою известность, певица продолжала испытывать проблемы с наркотиками, несколько раз попадая в реабилитационные центры. В то же время цензура песен, которую певица считала «скучным преследованием», заставила Риту сделать перерыв в карьере. Это усилило слухи (якобы придуманные Эзекилем Невесом), которые циркулировали уже некоторое время, о том, что Рита больна лейкемией. После возвращения на сцену, на первом Rock in Rio, Рита планировала сделать яркое возвращение, чтобы опровергнуть слухи. Это не удалось из-за того, что при подписании контракта на фестиваль, помимо своей «экстремальной худобы», Рита надела парик. По её словам, эти факты «способствовали [ее] славе „смертельно больной“».
Выпущенный в 1983 году альбом Bombom, который подвергся жесткой критике со стороны рецензентов, но имел хорошие продажи, заставил Ли взять перерыв и не выпускать альбомы. Помимо слухов о лейкемии, Рита в основном не одобрялась музыкальными критиками того времени. По словам певицы, это было результатом упорного засилья мачо на рок-сцене. Роберту де Карвалью, работавший с Ритой с 1970-х годов, был воспринят многими критиками как помеха «триумфальному возвращению» певицы в рок-музыку. По словам певицы, эти трудности побудили её записать новый альбом, который, чтобы противостоять критикам Роберто, был назван Rita e Roberto..
В своей автобиографии Рита утверждает, что в этом альбоме есть что-то кинематографическое. «Vírus do Amor», как говорит певица, имеет «свинговый и мощный дубль, хорошо аранжированный и исполненный до совершенства». Песня «Vítima», которая, по словам певицы, стала данью уважения Хичкоку и была основана на фильме «Окно во двор», очень понравилась ей и стала вступительной темой мыльной оперы «Новая жертва» в 1995 году, через 10 лет после  релиза. В версии, включенной в мыльную оперу, она подверглась редактированию перед припевом, в котором был убран следующий отрывок: «Я темпераментна. Иногда мне становится плохо в разгар вечеринки. Я ненавижу толпы. Я встречаю так много людей, не имеющих никакого притяжения (Sou temperamental. Às vezes passo mal, no meio da festa. Detesto multidão. Conheço tanta gente sem atração)» .
На телеканале Rede Globo был показан специальный выпуск, режиссёром которого стал Хорхе Фернандо, пригласивший для съемок клипов других режиссёров, таких как Роберту Тальма, Нельсон Мотта, Тисука Ямасаки, Герберт Ричерс младший и сам Хорхе.

## Список композиций
Слова и музыка всех песен — Риты Ли и Роберту ди Карвалью, кроме отмеченной.
| №  | Название           | Длительность |
| -- | ------------------ | ------------ |
| 1. | «Vírus do Amor»    | 4:01         |
| 2. | «Yê Yê Yê»         | 4:06         |
| 3. | «Vítima»           | 5:05         |
| 4. | «Molambo Souvenir» | 3:44         |
| 5. | «Gloria F»         | 3:45         |

| №                   | Название            | Автор(ы)                            | Длительность |
| ------------------- | ------------------- | ----------------------------------- | ------------ |
| 6.                  | «Nave Maria»        |                                     | 4:13         |
| 7.                  | «Noviças do Vício»  |                                     | 4:24         |
| 8.                  | «Choque Cultural»   | Роберту де Карвалью, Каэтану Велозу | 4:28         |
| 9.                  | «Não Titia»         |                                     | 2:53         |
| Общая длительность: | Общая длительность: | Общая длительность:                 | 36:23        |